# JA高知病院
JA高知病院（JAこうちびょういん）は、高知県南国市にある医療機関。

## 医療機関の指定
- 保険医療機関（健康保険法・国民健康保険法）
- 結核予防法指定医療機関
- 生活保護法指定医療機関
- 更生医療指定医療機関
- 原子爆弾被爆者に対する援護に関する法律指定医療機関
- 養育医療指定医療機関
- 救急指定医療機関（二次救急）
- 労災保険指定医療機関
- 労災二次健診指定医療機関
- 高知県災害拠点病院
- 高知DMAT指定病院
- 高知県ワークライフバランス推進企業

## 認定
- 高知県ひとにやさしいまちづくり条例適合施設
- 高知県分煙推進優良施設
- 日本内科学会専門研修連携施設
- 日本呼吸器学会専門研修特別連携施設
- 日本外科学会外科専門医制度関連施設
- 日本泌尿器学会専門医教育施設
- 日本耳鼻咽喉科学会専門医制度認可研修施設
- 日本産科婦人科学会　高知大学産婦人科研修プログラム連携施設
- 日本整形外科学会専門医制度研修施設
- 日本病理学会研修登録施設
- マンモグラフィ検診施設画像認定施設

## 診療科等
- 内科
- 外科
- 泌尿器科
- 脳神経外科
- 眼科
- 耳鼻咽喉科
- 小児科
- 整形外科
- 婦人科
- 麻酔科
- 放射線科
- 形成外科
- 救急科
- リハビリテーション科

## 交通アクセス
- とさでん交通長崎停留場または小篭通停留場から徒歩約10分。
- とさでん交通・高知東部交通・南国市コミュニティバス「JA高知病院」バス停すぐ。
- JR四国土讃線高知駅より車で約20分。同後免駅より車で約7分。
- 高知自動車道南国インターチェンジより車で10分